# Carlos Esquivel
Carlos Esquivel (Tlalpujahua, 10 aprile 1982) è un ex calciatore messicano, di ruolo centrocampista.

## Palmarès

### Club
- Campionato messicano: 3

Toluca: Apertura 2005, Apertura 2008, Clausura 2010

### Nazionale
- Gold Cup: 2

2009, 2015